# Obdurodon dicksoni
Espèce
Obdurodon dicksoni est une espèce éteinte de monotrèmes, parent de l'ornithorynque dont on n'a à l'heure actuelle retrouvé qu'un crâne et quelques dents.

## Généralités
Obdurodon dicksoni a été découvert en 1984 par Michael Archer, F. A. Jenkins, S. J. Hand, P. Murray, et H. Godthelp, à Riversleigh en Nouvelle-Galles du Sud (Australie), où il vivait au Miocène moyen et inférieur. Il est caractérisé par un crâne et un certain nombre de dents éparses. Physiquement, il ressemblait beaucoup à l'ornithorynque moderne malgré quelques différences significatives. L'holotype est conservé au Queensland Museum à Brisbane.

## Principales différences entreObdurodon dicksoniet l'Ornithorynque
Tout d'abord, Obdurodon dicksoni est plus grand que l'Ornithorynque. Ensuite, le septomaxilla (une partie de la mâchoire supérieure) est plus gros et plus long que chez l'ornithorynque moderne, ce qui suppose un bec hypertrophié. Celui-ci a en son centre un trou ovale entouré d'os, alors que chez l'ornithorynque, il est en forme de « V » et n'est pas bouché en haut. De plus, il semblerait (eu égard à la forme de son bec) que Obdurodon dicksoni se nourrissait en creusant sur les bords de la rivière, alors que l'ornithorynque fouille les fonds de rivières.
Troisièmement, l'apophyse coronoïde et l'apophyse angulaire de Obdurodon dicksoni ont quasiment disparu chez l'ornithorynque. Cela implique que les muscles qui y étaient attachés ont disparu car l'ornithorynque n'en avait plus besoin. C’est-à-dire que la technique de mastication de Obdurodon dicksoni était différente de celle de l'ornithorynque actuel. De ce fait, le crâne de l'ornithorynque est aplati sur les côtés. Pour finir, Obdurodon dicksoni a des molaires alors que l'ornithorynque se sert de « bourrelets » kératinisés (les dents n'existent que chez les jeunes ornithorynques).

## Dentured'Obdurodon dicksoni
Étant donné que l'on a surtout retrouvé des dents, c'est ce que l'on connaît le mieux chez Obdurodon dicksoni. Il a (comme l'ornithorynque) des crêtes sécatrices à la place des incisives et des canines. Il porte à la mâchoire inférieure deux prémolaires et trois molaires de chaque côté. La M1 a six racines, la M2 en a cinq, et la M3 une seule. La mâchoire supérieure compte deux prémolaires et deux molaires de chaque côté. La M1 a six racines et la M2 en a quatre. Les prémolaires ont une seule racine et une forme très différente des molaires. Elles sont séparées des crêtes sécatrices par une zone sans denture. Les racines des molaires font à peine le tiers de la hauteur de la couronne. Le fait qu'on n'ait retrouvé des molaires que séparées du crâne tend à prouver que celles-ci n'y étaient pas très bien attachées[réf. nécessaire].

## Sources
- Mezozoic Mammals?